# フランクフルト大公国
フランクフルト大公国（フランクフルトたいこうこく、ドイツ語: Großherzogtum Frankfurt）は、1810年から1813年の間に、現在のドイツに存在した王国である。マインツ大司教領と自由都市フランクフルトを合わせて成立したナポレオンの衛星国であった。

## 歴史

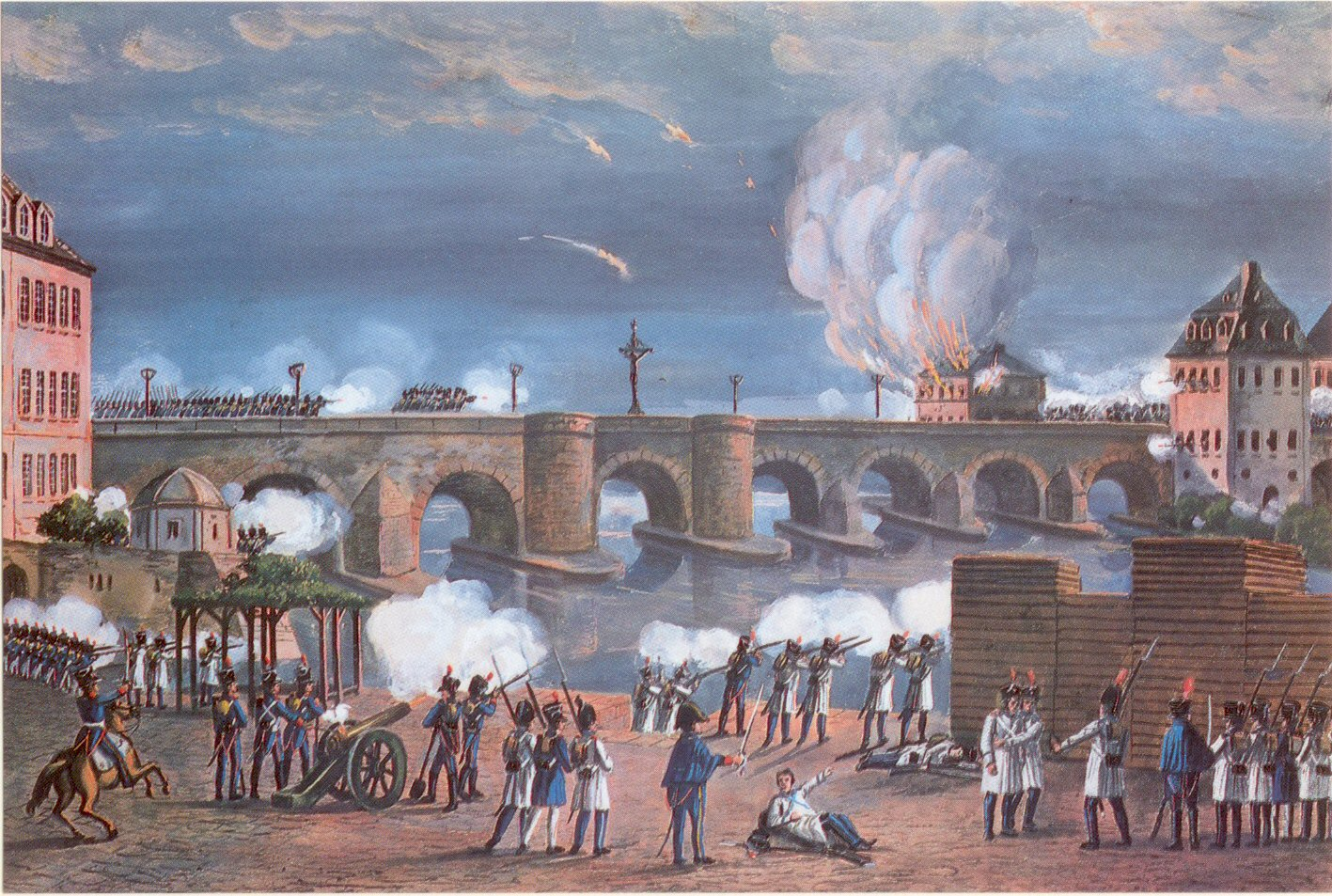
1813年のオーストリア軍とバイエルン＝フランス連合軍によるフランクフルト橋での戦闘。作者不明、フランクフルト歴史博物館所蔵。

フランクフルト市は1806年の神聖ローマ帝国解散にともなって、帝国自由都市としての地位を失った。フランクフルト市は前マインツ大司教カール・テオドール・フォン・ダールベルクに与えられ、フランクフルト大公国となった。
1810年、ダールベルクがレーゲンスブルク侯国をバイエルン王国に割譲することを余儀なくされると、彼は残りの領土のアシャッフェンブルク、ヴェッツラー、フルダ、ハーナウ、フランクフルトを新しいフランクフルト大公国に統合した。
フランクフルト大公国と称されたもののダールベルクはアシャッフェンブルクに残り、領土はフランスの弁務官によって支配された。また、憲法によって大公国は、ダールベルクの死後はナポレオンの養子、ウジェーヌ・ド・ボアルネが継承することが決められた。
ナポレオンのライプツィヒでの敗戦を受けて、ダールベルクは1813年10月26日に退位してウジェーヌに譲位した。同年12月、反仏同盟軍の攻撃により大公国が消滅、占領されたフランクフルト市は自由都市に復し、大公国の大半はバイエルン王国に併合された。